# Moldova zászlaja
Moldova zászlaja három egyenlő függőleges sávból áll, amelyek színe balról jobbra rendre: kék, sárga és piros. A középső, sárga sávban az ország nemzeti címere látható.

## A lobogó eredete

A Moldvai Demokratikus Köztársaság állami zászlaja (1917)

Feltűnő a hasonlóság a román zászló és a moldovai lobogó között. Ez nem véletlen, hiszen amikor 1990. április 27-én a moldáv parlament adoptálta ezt a nemzeti jelképet, feltett szándék volt kimutatni a két ország közös múltját. Ebben az időben a politikusok az újraegyesülést is tervbe vették, azonban egy cenzus során kiderült, hogy a moldovaiak többsége határozottan elutasítja, hogy országuk Románia része legyen.
A mai lobogó a középkori Moldova hagyományaiból eredeztethető. A címer tulajdonságairól lentebb tennék említést, a színeknek azonban azon felül, hogy a nagy szomszédos ország nemzeti színeit reprezentálja, más jelentése is van. 1848-ban, amikor a kék-sárga-piros trikolor megjelent, a román lobogót úgy értelmezték, hogy a piros szín Moldovát jelképezte, a kék Olténiát, míg a sárga Munténia jelképe volt. Ennek az összetartásnak az emlékére vette át Moldova ezt a trikolort. (Igaz ma a román színeket úgy értelmezik, hogy a három szín Moldvát, Erdélyt és Havasalföldet reprezentálja.)

A Moldáv SZSZK zászlaja

A történelmi Besszarábia gyakran váltott "gazdát". Oroszország és Törökország a 19. században sokszor szállt harcba a területért, majd az első világháború után Romániához került. A vasfüggöny létrejötte után hosszas vitában végül 1940-ben a Szovjetunió része lett, és egy független tagköztársasággá vált. Ekkor kapta meg első önálló lobogóját ez a terület, amely a Kárpátok vonulataitól keletre, a Dnyeszter folyóig terjed. A Szovjetunió felbomlása után, a függetlenedő állam saját lobogóját úgy választotta meg, hogy az kifejezze a közös gyökereket Románia és Moldova között. Az egyetlen különbséget a nemzeti címer jelenti.

## Külső hivatkozások
- Moldova zászlaja a Világ zászlói (Flags of the World) weboldalon